# Награда Зоранов брк
Награда „Зоранов брк“ се уручује најбољем глумцу у Зајечару на „Данима Зорана Радмиловића“. Награду додељује жири састављен од новинара. У свом родном Зајечару, сваке године одржавају се свечаности у част и помен Зорана Радмиловића, „извођача глумачких радова“.
„Дани“ су 2006. изведени по 15. пут у реновираном Зајечарском позоришту.

## Добитници
- 2006 - Јосиф Татић, за улогу оца у представи „Хадерсфилд“.
- 2009 - Никола Ристановски, за улогу Ахмеда Нурудина у представи „Дервиш и смрт“ (Народно позориште у Београду)[1]
- 2010 - Бранимир Брстина, за улоге капетана, бизнисмена, психијатра и адвоката у представи „Генерална проба самоубиства“ (Звездара театар)[2]
- 2011 - Властимир Ђуза Стојиљковић, за улогу Дина у представи „Отац на службеном путу“ (Атеље 212)[3][4]
- 2012 - Иван Бекјарев, за улогу Василија Шопаловића у представи „Путујуће позориште Шопаловић“[5]
- 2013 - Јелисавета Орашанин, за улогу Берте у представи „Боинг боинг“ Звездара театра[6]
- 2014 - Игор Ђорђевић, за улогу Мартија, Ричија и Дејана у представи „Бизарно“ Народно позориште у Београду[7]
- 2015 - Вања Ејдус, за улогу Цркве Ружице у представи „Бела кафа“ Народно позориште у Београду[8]
- 2016 - Бранимир Брстина, за улогу Данкана у представи „Макбет” Атељеа 212[9]
- 2017 - Светлана Бојковић, за улогу Драгице у представи „Моја ти” Атељеа 212[10]
- 2018 - Нела Михаиловић, за улогу Данице у представи „Балкански шпијун" Народног позоришта у Београду[11]
- 2019 - Андрија Кузмановић, за улогу Приповедача у представи „Осама-касаба у Њујорку" Звездара театра[12]
- 2020 -  Борис Исаковић за улогу господина Р. у представи „Зашто је полудео господин Р?“ ЈДП-а[13]